# Resolució 2037 del Consell de Seguretat de les Nacions Unides
La Resolució 2037 del Consell de Seguretat de les Nacions Unides fou adoptada per unanimitat el 23 de febrer de 2012. Després de reafirmar les resolucions 1599 (2005), 1677 (2006), 1690 (2006), 1703 (2006), 1704 (2006), 1745 (2007), 1802 (2008), 1867 (2009) i 1912 (2010) sobre la situació a Timor Oriental, el Consell va decidir ampliar el mandat de la Missió Integrada de les Nacions Unides a Timor Oriental (UNMIT) fins al 31 de desembre de 2012, després que se celebressin les eleccions presidencials d'abril de 2012 i les eleccions parlamentàries de juliol de 2012, després del qual el mandat s'acabaria.
El Consell va valorar positivament l'estabilització de la situació política a Timor Oriental. Tot i lloar al govern timorès per haver assolit un fort creixement econòmic i reduir les taxes de pobresa, assenyala que encara calia treballar en el desenvolupament rural, l'atur juvenil i la propietat de la terra i fa una crida al suport internacional en aquests aspectes. També demana treballar més en la reforma del sector de la seguretat, ampliant les responsabilitats de l'exèrcit i la policia timoreses.